# Kissin' Cousins (musikalbum)
Kissin' Cousins är det åttonde soundtrackalbumet och det tjugonde albumet totalt av den amerikanske sångaren och musikern Elvis Presley. Det gavs ut av RCA Victor i såväl mono som stereo (LPM/LSP 2894) i april 1964. Kissin' Cousins är soundtracket till filmen från 1964 med samma namn, i vilken Elvis Presley spelade huvudrollen. Musiken till soundtracket spelades in i RCA:s studio B i Nashville i Tennessee den 29 september–1 oktober 1963, och Elvis Presley lade på sin sång den 10 oktober i Los Angeles. Albumet utökades med två bonuslåtar som spelades in vid en tidigare session i samma studio i Nashville den 26 och 27 maj 1963.
Från albumet släpptes låten "Kissin' Cousins" som singel. Den nådde 12:e plats på Billboards singellista i USA och sålde omkring 700 000 exemplar där.
I USA nådde albumet 6:e plats på både Billboards albumlista och den konkurrerande Cashbox-listan. I Storbritannien hamnade albumet som bäst på plats 5 på UK Albums Chart. Den initiala försäljningen i USA uppgick till omkring 300 000 exemplar.

## Bakgrund

Reklamaffisch för filmen Viva Las Vegas, som spelades in före Kissin' Cousins men släpptes efter.

Både filmandet och inspelningen av musiken till den nyss färdigställda filmen Viva Las Vegas (som ändå skulle komma att släppas efter Kissin' Cousins) hade kraftigt överskridit budgeten. Fler musiker än någonsin tidigare hade anlitats, och många av dem hade dessutom varit sysslolösa. Därför bestämde sig Elvis Presleys manager Tom Parker för att denna gång effektivisera inspelningen och minska utgifterna genom att dels förkorta inspelningstiden för filmen till endast fyra veckor, dels flytta inspelningssessionerna bort från Hollywoods distraktioner och den stora tillgången på musiker där, till Nashville och RCA Victors studio B.

## Inspelningssessionerna och musikerna
Det stora antalet filmer som Elvis Presley spelade in gjorde att efterfrågan på låtar till dessa filmer ökade. Freddy Bienstock, som för musikförlaget Hill & Ranges räkning skulle ordna fram låtarna, lyckades bara få fram ett minimum av material till Kissin' Cousins-sessionen. Av de tio inspelade låtarna hade dessutom fem skrivits av samma låtskrivartrio: Bernie Baum, Bill Giant och Florence Kaye.
Albumet Kissin' Cousins betraktas allmänt ha varit en bottennotering i Elvis Presleys karriär fram till denna tidpunkt. När inspelningarna skulle börja hade Elvis dock dragit på sig en förkylning. Han dök upp en kort stund, men hade så besvärligt i halsen att han inte kunde sjunga och blev tvungen att överdubba sin sång senare. Studiomusikerna spelade in musiken i Nashville, och Elvis lade sedan på sin sång i MGM Studios i Culver City i Los Angeles en dryg vecka senare. Det var första gången som ett helt album spelades in genom att bandet först spelade in musiken och Elvis därefter lade på sin sång. Det innebar också att Elvis hade liten möjlighet att påverka hur låtarna arrangerades.

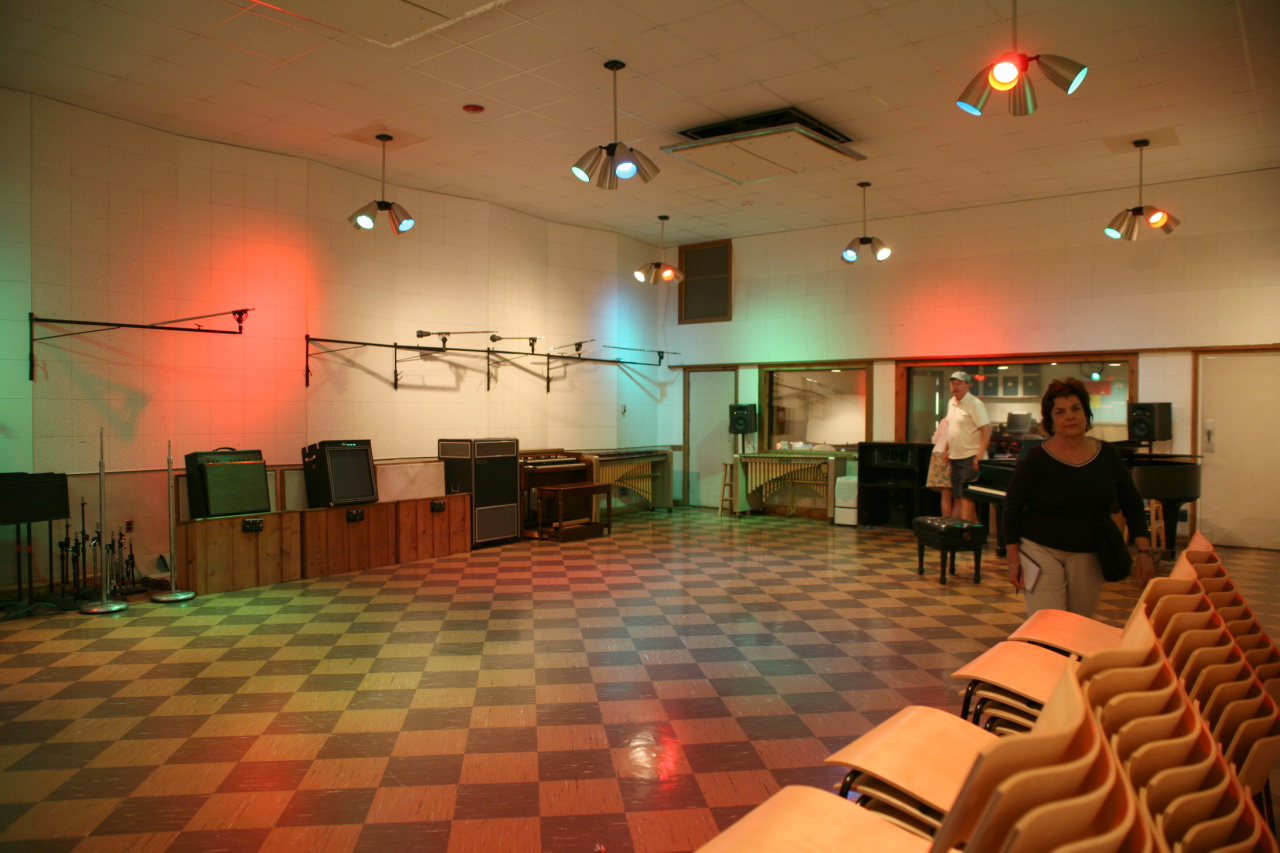
RCA:s studio B i Nashville, där "Echoes of Love" och "(It's a) Long Lonely Highway" spelades in, liksom musiken till övriga låtar på soundtrackalbumet Kissin' Cousins.

Studiomusikerna utgjordes denna gång av gitarristerna Scotty Moore, Grady Martin, Jerry Kennedy och Harold Bradley, där de två sistnämnda också medverkade på banjo. Bob Moore spelade bas, och man hade två trummisar i D. J. Fontana och Murrey "Buddy" Harman. Pianist var Floyd Cramer, och saxofon spelades av Bill Justis och Homer "Boots" Randolph. Cecil Brower deltog på fiol. Bakgrundssången framfördes som vanligt av gruppen The Jordanaires – Gordon Stoker, Neal Matthews, Hoyt Hawkins och Ray Walker – och dessutom medverkade de kvinnliga sångarna Millie Kirkham, Winnifred Brest och Dolores Edgin.
I likhet med hur man gjort på soundtracket till Fun in Acapulco utökades även Kissin' Cousins med två spår från de så kallade "förlorade" studioinspelningarna i maj 1963, där 16 låtar spelades in. Dessa studiolåtar var ofta de starkaste numren på albumen. I stället för att ges ut på ett studioalbum och användas som A-sidor på singlar och därigenom stärka Elvis artistiska karriär, användes dessa inspelningar och några ytterligare i stället som utfyllnadslåtar på soundtrackalbum och som B-sidor på singlar. Till albumet Kissin' Cousins fogades låtarna "Echoes of Love" och Doc Pomus och Mort Shumans "(It's a) Long Lonely Highway".

## Komposition och stil
"Once Is Enough" var Sid Tepper och Roy C. Bennetts enda bidrag till albumet. Det är en lättsam pop- eller rocklåt framförd i ett förhållandevis högt tempo med rhythm and blues-influerat komp. Trots den klichéartade texten, framför Elvis låten med visst engagemang, och den utmärks av ett framträdande saxofonsolo av Boots Randolph.

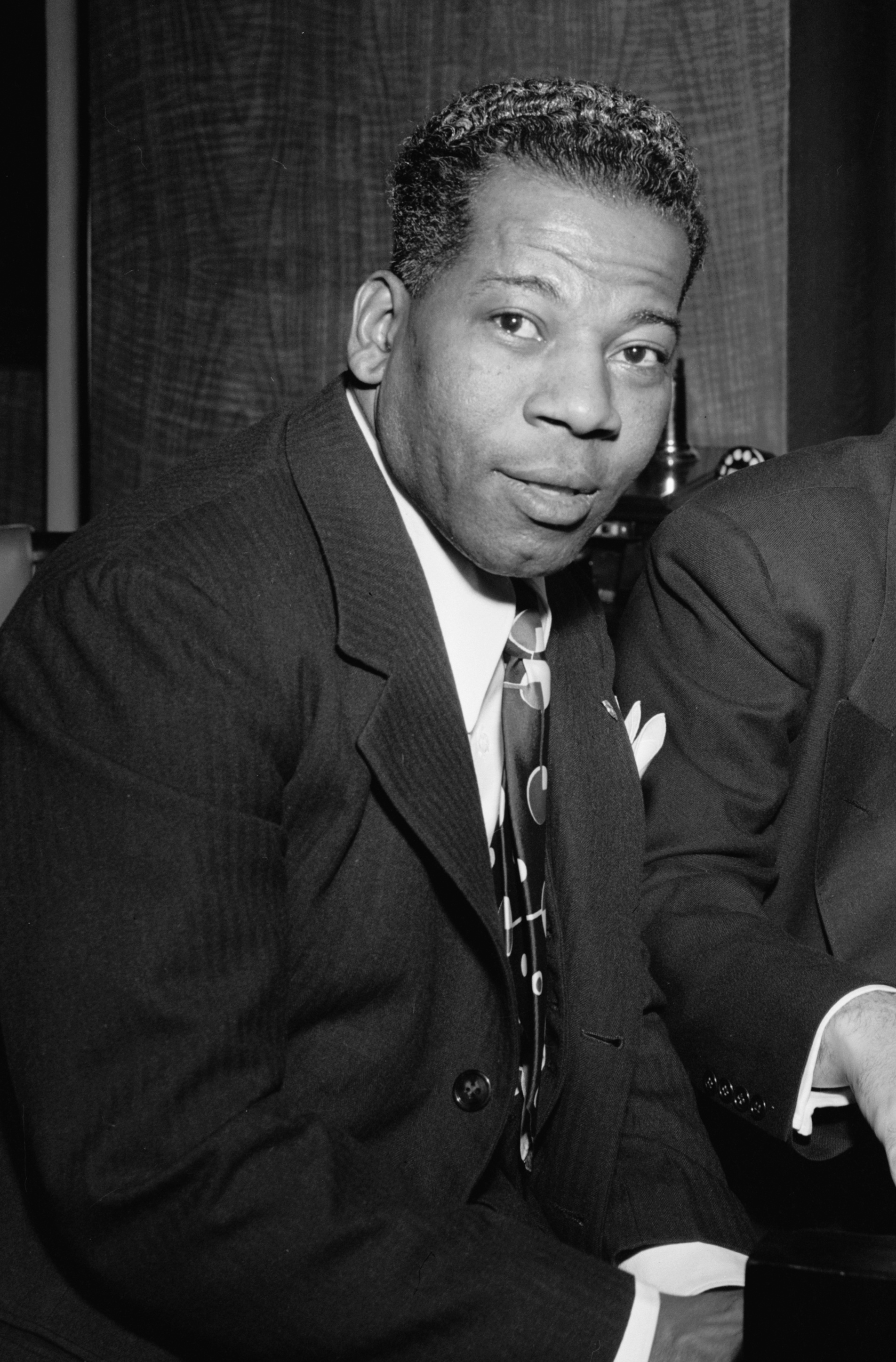
Bennie Benjamin, som tillsammans med Luchi De Jesus och Sol Marcus skrev "Anyone (Could Fall in Love with You)".

"Catchin' On Fast" var det första av fem bidrag från Bernie Baum, Bill Giant och Florence Kaye som Elvis Presley lade på sin sång på. Låten har vissa drag av rock'n'roll, men både melodi och text har ansetts sakna originalitet. Arrangemanget – som Elvis inte hade något inflytande över – har bedömts som svagt, med inslag av klichéartade blåspartier, och låten avslutas abrupt efter endast 80 sekunder.

"Anyone (Could Fall in Love with You)", av Bennie Benjamin, Luchi De Jesus och Sol Marcus, var den första av tre stillsamma ballader inspelade till soundtracket. Det är en lugn och anspråkslös låt med en sologitarr som ger den en lätt hawaiiansk ton. Elvis gör ett gediget framförande i en stil han tidigare använt i flera inspelningar. Låten kom att klippas bort från filmen.
"Smokey Mountain Boy", av Lenore Rosenblatt och Victor Millrose, har av en recensent beskrivits som något av det mest pinsamma Elvis någonsin spelade in. Det rör sig om en visa i marschtakt med barnramseliknande karaktär – något som scouter hade kunnat sjunga på vandring genom skogen.
"There's Gold in the Mountains", det andra bidraget från Bernie Baum, Bill Giant och Florence Kaye, är en lättviktig poplåt. Låten är dessutom märkligt mixad, då Winnifred Brests och Dolores Edgins bakgrundssång i refrängen närapå överröstar Elvis.

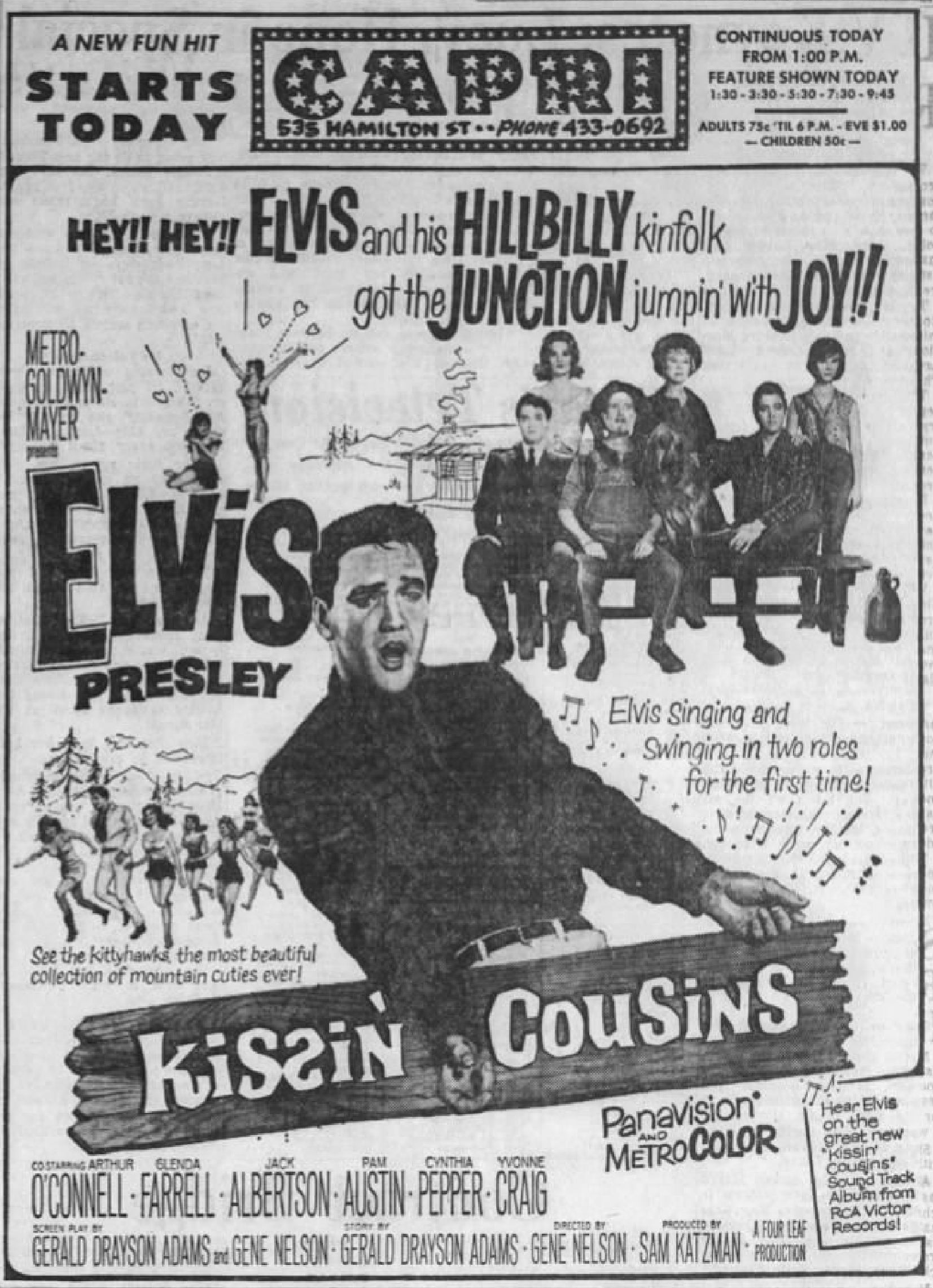
Biografannons för filmen Kissin' Cousins.

"One Boy, Two Little Girls", också av Baum, Giant och Kaye, är en sentimental ballad som Elvis sjunger i sitt högre röstläge. Den påminner tydligt om en annan ballad med liknande tema, Tepper och Bennetts "A Boy Like Me, A Girl Like You", som Elvis spelade in till filmen Girls! Girls! Girls!.

"Kissin' Cousins" var titellåten med samma namn som filmen, skriven av Fred Wise och Randy Starr. De anlitade låtskrivarna ställdes ofta mot varandra i en sorts tävling om vems låt Elvis skulle välja att spela in. I detta fall fanns två låtar med titeln "Kissin' Cousins", och för ovanlighetens skull spelade man in båda och använde båda i filmen, där den andra särskildes från denna genom att namnges med tillägget "nummer 2".
I filmen framförs "Kissin' Cousins" i slutscenen som en duett mellan de två karaktärer som Elvis spelar. Det innebar att han fick spela in låten med två röster – en med sin vanliga röst som soldaten, och en med fingerad Tennessee-dialekt som hillbillyn. Ljudteknikern fick därefter mixa samman de två inspelningarna. Det var en hyfsad rock'n'roll-låt, och den valdes ut som singel, tillsammans med "It Hurts Me" från en studiosession i januari 1964.

"Barefoot Ballad", av Dolores Fuller och Lee Morris, var – trots sin titel – i egentlig mening ingen ballad, åtminstone inte i betydelsen långsam kärlekssång. Som det sägs i texten är det snarare en "vanlig countrysång" som handlar om fötter och tår. Elvis sjunger även denna med en fingerad Tennessee-klingande hillbillyröst.
"Kissin' Cousins (No. 2)", av Bernie Baum, Bill Giant och Florence Kaye, var en helt annan låt än den "Kissin' Cousins" som skrevs av Wise och Starr. För att skilja de två åt benämndes denna låt helt sonika "Kissin' Cousins (No. 2)". Den framförs i ett relativt högt tempo och har ett mer avslappnat uttryck än den andra "Kissin' Cousins", med ett påtagligt eko i ljudbilden. Låten inleder både filmen och albumet och varar endast i omkring 75 sekunder.

"Tender Feeling", det femte bidraget från låtskrivartrion Baum, Giant och Kaye till soundtracket, är den tredje stillsamma balladen som spelades in till filmen. Melodin bygger på den traditionella amerikanska folksången "Shenandoah", och låten har försetts med en rättfram och okonstlad text.

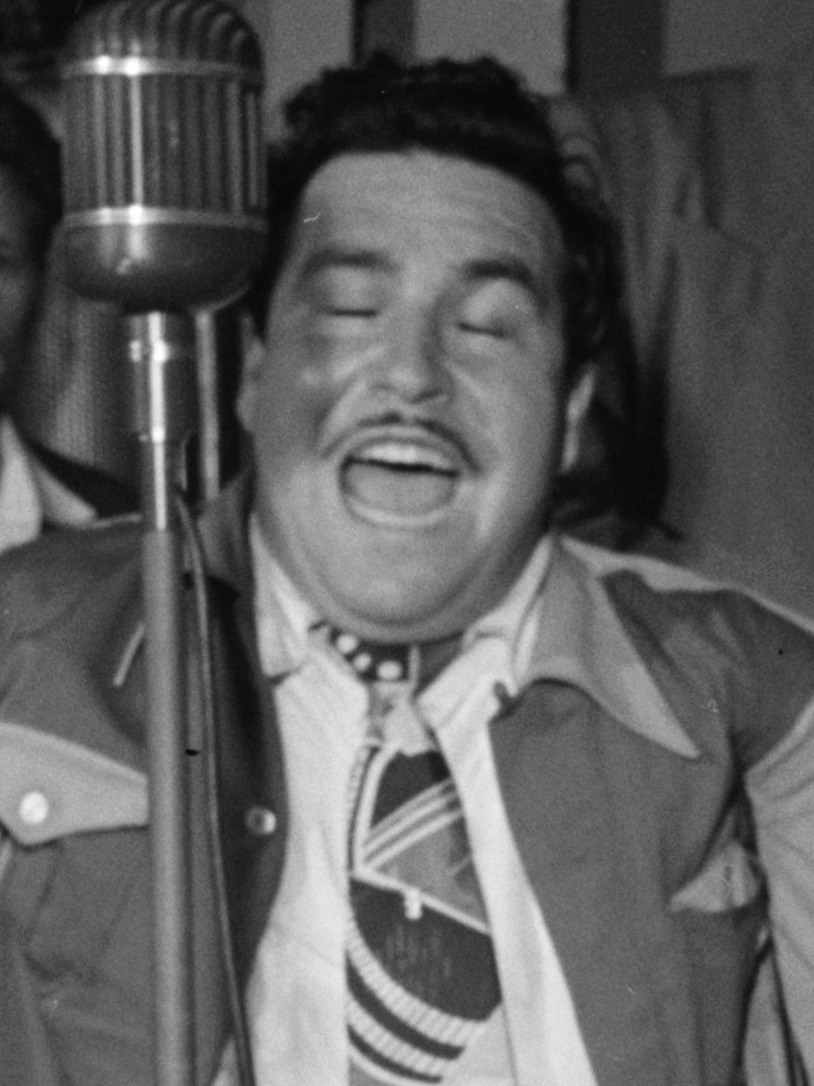
Doc Pomus (1947), som tillsammans med Mort Shuman skrev "(It's a) Long Lonely Highway".

"Echoes of Love", av Bob Roberts och Paddy McMains, var den första låten som spelades in under studiosessionen i Nashville den 26 maj 1963. Det var en ballad som egentligen inte erbjöd någon större sångmässig utmaning. Det var en utpräglad poplåt utan några country-, blues- eller gospelinfluenser, och den byggde på ett ständigt upprepat pianoriff från Floyd Cramer, med enkla harmoniska vändningar utan större variation i vare sig melodi eller komp. Texten återanvänder också teman och formuleringar som redan förekommit i andra sånger om kvarlämnade föremål efter en förlorad kärlek, som "Anything That's Part of You" och "They Remind Me Too Much of You".

"(It's a) Long Lonely Highway", av Doc Pomus och Mort Shuman, spelades in under samma session som "Echoes of Love". Det är en låt i rhythm and blues-stil med ett välavvägt beat i ett stadigt tempo. Trots att Elvis framför låten i ett uppsluppet tempo, utan spår av hot, rädsla eller sorg, bär texten på en mörk underton. I berättelsen om övergivenhet och förlust efter ett avslutat förhållande finns ett budskap om att fortsätta framåt trots motgångar. Samtidigt har texten tolkats som att den anspelar på självmord.

## Utgivning och marknadsföring

### Albumets placeringar
Albumet Kissin' Cousins utkom i april 1964. Det debuterade den 11 april 1964 på plats 96 på albumlistan The Billboard Top LP's i USA, som vid tiden omfattade 150 album. Den 5 maj 1964, efter fyra veckor på listan, nådde albumet sin högsta placering: sjätte plats. Totalt låg albumet kvar på listan i 30 veckor.
På Cashbox noterades albumet första gången den 4 april 1964, då det gick in på plats 89 på tidningens bästsäljarlista för monoutgåvor, som vid tiden omfattade 100 album. Det nådde 8:e plats på monolistan efter fem veckor den 2 maj 1964, och 6:e plats på stereolistan efter tre veckor den 25 april 1964 – vilket också blev dess högsta noteringar under de 17 respektive 14 veckor som det låg på listorna. I Storbritannien nådde albumet femte plats på UK Albums Chart den 8 augusti 1964. Totalt låg det 17 veckor på listan.

### Singelplaceringarna
Wises och Starrs "Kissin' Cousins" valdes ut som A-sida på den singel som släpptes i februari 1964, två månader före albumet. Som B-sida utsågs "It Hurts Me" från en studioinspelning den 12 januari 1964. "Kissin' Cousins" nådde plats 12 på singellistan Billboard Hot 100 i USA och singeln sålde i 750 000 exemplar i USA. B-sidan "It Hurts Me" nådde plats 29. I Storbritannien nådde singeln "Kissin' Cousins" plats 10.
I augusti 1965 släpptes "(It's a) Long Lonely Highway" som singel-B-sida till "I'm Yours". "I'm Yours" nådde 11:e plats på "Billboards singellista, och singeln sålde i en halv miljon exemplar i USA.

### Senare utgåvor av albumet
Kissin' Cousins utkom på LP i april 1964. I maj 1994 släpptes albumet för första gången på cd, som en del av serien Double Features, där det (med bonuslåtarna exkluderade) parades ihop med soundtracket till "Clambake samt låtarna från filmen Stay Away, Joe.
År 2017 utkom en utökad version av albumet på cd på samlaretiketten Follow That Dream (FTD). Den innehöll utöver originalskivan också ett antal alternativa tagningar av låtarna till soundtracket.

## Mottagande
Vid sin utgivning fick albumet relativt lite uppmärksamhet i pressen, och vid de få tillfällen det recenserades gavs albumet ljumma omdömen. I Billboard Magazine framhölls att albumet innehöll några förstklassiga låtar utöver singelhiten och titellåten "Kissin' Cousins". Den bästa låten ansågs vara "Long Lonely Highway", som tillsammans med "Echoes of Love" lyftes fram som två så kallade "secondary play tracks" – alltså låtar med viss singelpotential. Cashbox Magazine beskrev visserligen albumet som en möjlig listframgång och noterade att låtar som "Smokey Mountain Boy" och "One Boy, Two Little Girls" säkerligen skulle tilltala Elvis trogna publik. Däremot antyddes inget genomslag utanför Elvis redan etablerade publik.
Inte heller i senare recensioner fick albumet ett positivt bemötande. Den amerikanske musikkritikern och musikjournalisten Stephen Thomas Erlewine, skrivande för Allmusic, konstaterade att albumet till största delen består av lättsamma, bagatellartade och obetydliga nummer. Han menar att det saknar riktigt starka låtar, och att inte ens den finess som märks i "Kissin' Cousins (No. 2)", "One Boy, Two Little Girls", "Catchin' On Fast" och "Tender Feeling" förmår att rädda soundtracket som helhet. Enligt Erlewine är albumets bästa spår Doc Pomus och Mort Shumans "(It's a) Long Lonely Highway" – en låt som spelades in flera månader innan filminspelningen och som inte hade någon som helst koppling till filmen.
Musikskribenten Shane Brown ansåg att såväl filmen Kissin' Cousins som dess soundtrack innebar ett tydligt kvalitetsmässigt steg nedåt. Han menade att nästan inga av soundtracklåtarna var lyssningsvärda, även om "Tender Feeling" framstod som den minst svaga. Den enda verkliga ljusglimten på albumet, enligt Brown, var bonuslåten "Long Lonely Highway".

## Albumförsäljningen
Albumet Kissin' Cousins sålde under sin första aktiva period omkring 300 000 exemplar i USA, vilket var ungefär lika mycket som de föregående två soundtrackalbumen, It Happened at the World's Fair och Fun in Acapulco.

## Låtlistor
Kissin' Cousins

### 1964 originalutgåva
För de tio första soundtracklåtarna anges datumet för inspelningen av musiken. Elvis lade på sin sång på alla dessa tio låtar den 10 oktober.
| 1. | Kissin' Cousins (No.2)        | Bernie Baum, Bill Giant, Florence Kaye | 29–30 september 1963   | 1:14 |
| 2. | Smokey Mountain Boy           | Lenore Rosenblatt, Victor Millrose     | 30 sept–1 oktober 1963 | 2:52 |
| 3. | There's Gold in the Mountains | Baum, Giant, Kaye                      | 29–30 september 1963   | 1:53 |
| 4. | One Boy, Two Little Girls     | Baum, Giant, Kaye                      | 29–30 september 1963   | 2:30 |
| 5. | Catchin' On Fast              | Baum, Giant, Kaye                      | 30 sept–1 oktober 1963 | 1:18 |
| 6. | Tender Feeling                | Baum, Giant, Kaye                      | 29–30 september 1963   | 2:32 |

| 1.           | Anyone (Could Fall in Love with You) (inte med i filmen) | Bennie Benjamin, Luchi De Jesus, Sol Marcus | 30 sept–1 oktober 1963 | 2:25  |
| 2.           | Barefoot Ballad                                          | Dolores Fuller, Lee Morris                  | 30 sept–1 oktober 1963 | 3:08  |
| 3.           | Once Is Enough                                           | Sid Tepper, Roy C. Bennett                  | 30 sept–1 oktober 1963 | 2:15  |
| 4.           | Kissin' Cousins Also                                     | Fred Wise, Randy Starr                      | 30 sept–1 oktober 1963 | 2:12  |
| 5.           | Echoes of Love (bonuslåt)                                | Bob Roberts, Paddy McMains                  | 26 maj 1963            | 2:37  |
| 6.           | (It's a) Long Lonely Highway (bonuslåt)                  | Doc Pomus, Mort Shuman                      | 27 maj 1963            | 2:18  |
| Total längd: | Total längd:                                             | Total längd:                                | Total längd:           | 27:14 |

### 2017 Follow That Dream-utgåva
CD 1
| 1.           | Kissin' Cousins (No. 2)                                                         | Bernie Baum, Bill Giant, Florence Kaye      | 10 oktober 1963        | 1:17  |
| 2.           | Smokey Mountain Boy                                                             | Lenore Rosenblatt, Victor Millrose          | 10 oktober 1963        | 2:39  |
| 3.           | There's Gold in the Mountains                                                   | Baum, Giant, Kaye                           | 10 oktober 1963        | 1:55  |
| 4.           | One Boy, Two Little Girls                                                       | Baum, Giant, Kaye                           | 10 oktober 1963        | 2:34  |
| 5.           | Catchin' On Fast                                                                | Baum, Giant, Kaye                           | 10 oktober 1963        | 1:22  |
| 6.           | Tender Feeling Sida 2                                                           | Baum, Giant, Kaye                           | 10 oktober 1963        | 2:37  |
| 7.           | Anyone (Could Fall in Love with You) (inte med i filmen)                        | Bennie Benjamin, Luchi De Jesus, Sol Marcus | 10 oktober 1963        | 2:31  |
| 8.           | Barefoot Ballad                                                                 | Dolores Fuller, Lee Morris                  | 10 oktober 1963        | 2:27  |
| 9.           | Once Is Enough                                                                  | Sid Tepper, Roy C. Bennett                  | 10 oktober 1963        | 2:19  |
| 10.          | Kissin' Cousins Also                                                            | Fred Wise, Randy Starr                      | 10 oktober 1963        | 2:13  |
| 11.          | Echoes of Love                                                                  | Bob Roberts, Paddy McMains                  | 26 maj 1963            | 2:41  |
| 12.          | (It's a) Long Lonely Highway Outtakes, Unedited Masters, Tracks & Instrumentals | Doc Pomus, Mort Shuman                      | 27 maj 1963            | 2:26  |
| 13.          | Kissin' Cousins (No. 2) (unedited master)                                       | Bernie Baum, Bill Giant, Florence Kaye      | 10 oktober 1963        | 2:20  |
| 14.          | Catchin' On Fast (unedited master)                                              | Baum, Giant, Kaye                           | 10 oktober 1963        | 2:00  |
| 15.          | Anyone (Could Fall in Love with You) (v.o. take 2/alternate master)             | Bennie Benjamin, Luchi De Jesus, Sol Marcus | 10 oktober 1963        | 2:41  |
| 16.          | Kissin' Cousins (hillbilly vocal)                                               | Fred Wise, Randy Starr                      | 10 oktober 1963        | 1:43  |
| 17.          | Kissin' Cousins (regular vocal)                                                 | Fred Wise, Randy Starr                      | 10 oktober 1963        | 1:45  |
| 18.          | Barefoot Ballad (vocal overdub, take 2 & pickup take 4 – partial)               | Dolores Fuller, Lee Morris                  | 10 oktober 1963        | 1:06  |
| 19.          | Barefoot Ballad (instrumental)                                                  | Dolores Fuller, Lee Morris                  | 30 sept–1 oktober 1963 | 1:27  |
| 20.          | There's Gold in the Mountains (instrumental)                                    | Bernie Baum, Bill Giant, Florence Kaye      | 30 sept–1 oktober 1963 | 1:20  |
| 21.          | Pappy Won't You Please Come Home (Dolores Edgin vocal, take 6/M)                | Sid Tepper, Roy C. Bennett                  | 29–30 september 1963   | 2:38  |
| 22.          | There's Gold in the Mountains (track, takes 1–2)                                | Bernie Baum, Bill Giant, Florence Kaye      | 29–30 september 1963   | 3:08  |
| 23.          | One Boy, Two Little Girls (track, take 2)                                       | Baum, Giant, Kaye                           | 29–30 september 1963   | 2:53  |
| 24.          | Once Is Enough (track, take 1)                                                  | Sid Tepper, Roy C. Bennett                  | 29–30 september 1963   | 3:14  |
| 25.          | Tender Feeling (track, take 1)                                                  | Baum, Giant, Kaye                           | 29–30 september 1963   | 2:42  |
| 26.          | Kissin' Cousins (No. 2) (track, take 1)                                         | Bernie Baum, Bill Giant, Florence Kaye      | 29–30 september 1963   | 2:07  |
| 27.          | Smokey Mountain Boy (track, take 1–intro & take 4/M)                            | Lenore Rosenblatt, Victor Millrose          | 30 sept–1 oktober 1963 | 3:46  |
| 28.          | Catchin' On Fast (track, take 1 & ending take 2)                                | Bernie Baum, Bill Giant, Florence Kaye      | 30 sept–1 oktober 1963 | 2:31  |
| 29.          | Barefoot Ballad (track, take 2)                                                 | Dolores Fuller, Lee Morris                  | 30 sept–1 oktober 1963 | 3:06  |
| 30.          | Anyone (Could Fall in Love with You) (track, take 4)                            | Bennie Benjamin, Luchi De Jesus, Sol Marcus | 30 sept–1 oktober 1963 | 2:48  |
| 31.          | Kissin' Cousins (track, take 1)                                                 | Fred Wise, Randy Starr                      | 30 sept–1 oktober 1963 | 1:48  |
| 32.          | Tender Feeling (vocal only, take 1/M)                                           | Baum, Giant, Kaye                           | 10 oktober 1963        | 2:39  |
| Total längd: | Total längd:                                                                    | Total längd:                                | Total längd:           | 74:43 |

## Medverkande
Uppgifterna, hämtade från Keith Flynn och Ernst Jørgensen, avser inspelningar gjorda i RCA:s studio B i Nashville, Tennessee, den 29 september–1 oktober 1963 med sångpålägg av Elvis Presley gjorda i MGM Sound Stage i Hollywood, Kalifornien, den 10 oktober 1963, samt inspelningar gjorda i RCA:s studio B i Nashville den 26–28 maj 1963.

RCA Studio B, 29 september–1 oktober 1963
(Alla soundtracklåtar)
- Elvis Presley – sång (MGM Sound Stage 10 oktober 1963).
- Scotty Moore – gitarr.
- Thomas "Grady" Martin – gitarr.
- Jerry Kennedy – gitarr; banjo på '"Smokey Mountain Boy".
- Harold Bradley – gitarr; banjo på "Barefoot Ballad".
- Bob Moore – bas.
- D. J. Fontana – trummor.
- Murrey "Buddy" Harman – trummor.
- Floyd Cramer – piano.
- Homer "Boots" Randolph – saxofon; jug (blåsinstrument) på "Barefoot Ballad".
- Bill Justis – saxofon.
- Cecil Brower – fiol.
- The Jordanaires (Gordon Stoker, Neal Matthews, Hoyt Hawkins och Ray Walker) – bakgrundssång.
- Millie Kirkham; Winnifred Brest; Dolores Edgin – bakgrundssång.
- Fred Karger – musikproducent för MGM.
- Gene Nelson – musikproducent för MGM (MGM Sound Stage 10 oktober 1963).
- Bill Porter – ljudtekniker.
- Fred Mulculpin – ljudtekniker (MGM Sound Stage 10 oktober 1963).

RCA Studio B, 26–28 maj 1963
("Echoes of Love" och
 "(It's a) Long Lonely Highway")
- Elvis Presley – sång.
- Scotty Moore – gitarr.
- Thomas "Grady" Martin – gitarr på "Echoes of Love" och kanske på "(It's a) Long Lonely Highway".
- Jerry Kennedy – gitarr, kanske på "(It's a) Long Lonely Highway".
- Harold Bradley – gitarr.
- Bob Moore – bas.
- D. J. Fontana – trummor.
- Murrey "Buddy" Harman – trummor.
- Floyd Cramer – piano.
- Homer "Boots" Randolph – saxofon; vibrafon och shakers (skakinstrument) – vibrafon "Echoes of Love".
- The Jordanaires (Gordon Stoker, Neal Matthews, Joe Babcock och Ray Walker) – bakgrundssång.
- Millie Kirkham – bakgrundssång.
- Steve Sholes – producent.
- Bill Porter – ljudtekniker.

## Topplistor
|  |

|  |

|  |

|  |

| Lista (1964–1965)                | Högsta position |
| Storbritannien (UK Albums Chart) | 5               |
| USA Billboard Top LP's           | 6               |
| USA Cash Box Top 50 Stereo       | 6               |